# Como Hackear Seu Chefe
Como Hackear Seu Chefe é um filme brasileiro de 2021, do gênero comédia, dirigido por Fabrício Bittar.  É protagonizado por Victor Lamoglia, Thati Lopes e Esdras Saturnio.

## Sinopse
Victor (Victor Lamoglia) vive uma vida monótona e dedicada ao trabalho. Após uma reunião de trabalho, ele e seu amigo João (Esdras Saturnino) ficam responsáveis por montar uma apresentação de trabalho para o chefe Zé Britto (Augusto Madeira). Na noite de seu aniversário, Victor fica bêbado e na manhã seguinte acaba enviando um email comprometedor para o chefe ao invés da apresentação. Para apagar esse documento antes que o chefe veja, ele contará com a ajuda de João e da queridinha da empresa, Mariana (Thati Lopes).

## Elenco
- Victor Lamoglia como Victor González
- Thati Lopes como Mariana Gomes
- Esdras Saturnino como João de Carvalho
- Augusto Madeira como José Carlos Britto
- Paulinho Serra como Benício Boaventura "Guru Benny"
- Nuno Leal Maia como Almeida
- Fafá Rennó como Olivia Barreto
- Tamy Contro como Laura Rocha
- Gabriel Antonioli como YouTuber
- Ricardo Macchi como Ruy Falcão

## Produção
As gravações do filme ocorreram em julho de 2020. Por ter sido gravado durante a pandemia de COVID-19, a equipe de produção foi reduzida. Foi utilizada apenas uma locação para as filmagens, que ocorreram em uma única casa. Cada ambiente da casa foi caracterizado como cenário para cada personagem.
Por protocolo de segurança, os atores não tiveram contato um com os outros e grande parte das cenas foram gravadas através da tela de computadores.

## Lançamento
O filme foi lançado diretamente em serviços de streaming em junho de 2021. Em 4 de agosto foi disponibilizado na plataforma da Netflix.
O filme está disponível nas plataformas de streaming: Apple TV, Now, Google Play, YouTube Filmes, Vivo Play, Sky Play.

## Recepção
Marcelo Müller, do site Papo de Cinema, avaliou o filme com 7 de 10 estrelas, escrevendo: "A lógica interna de Como Hackear seu Chefe contempla pequenos esgarçamentos da realidade. Fabrício Bittar torce componentes para adequá-los à lógica deliberadamente exagerada, tais como o encontro conveniente da imagem da ex-namorada numa pesquisa essencial no Google. Há uma mensagem sob todo esse estrépito, a de que a amizade deve prevalecer mesmo em episódios praticamente incontornáveis."
Renan Alboy, do site O Megascópio, escreveu: "[...] é um filme divertido e que usa da identificação com a rotina do home-office para colocar seu humor de uma forma bastante natural. As interpretações são boas e a interação dos personagens pelas telas de seus computadores são feitas de forma crível e organizada para o entendimento do público, o que é reflexo de uma boa direção."